# Membres de l'Église de Dieu International
Membres de l'Église de Dieu International (Anglais: Members of the Church of God International; Filipino: Mga Kaanib sa Iglesia ng Dios Internasyonal) (MCGI) est une Église chrétienne restaurationniste non-trinitaire des Philippines. 

## Histoire
Members of the Church of God International a été fondé par Eliseo Soriano en 30 mars 1977. 
L'église a une émission de télévision appelé "The Old Path" (Ang Dating Daan).
Ang Dating Daan est diffusé désormais dans 73 pays dans le monde entier, y compris des États-Unis, en Amérique latine, Papouasie-Nouvelle-Guinée, Portugal (comme «O Caminho Antigo"), Espagne ("El Camino Antiguo»), l'Inde, l'Afrique du Sud, au Brésil et au Canada.

## Croyances

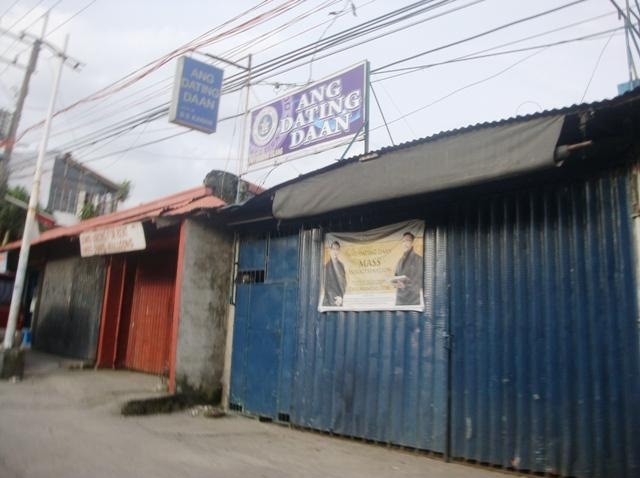
Centre de coordination de MCGI.

Les membres de l'Église de Dieu International croient que tous les enseignements et l'interprétation des doctrines doivent être basés sur les 66 livres de la Bible seule, qui peut être interprété par quiconque légitimement envoyé par Dieu. Ils adhèrent à la doctrine de l'infaillibilité biblique, y compris l'exactitude scientifique et historique de la Bible.
Ils rejettent la doctrine traditionnelle chrétienne de la Trinité, ainsi que les doctrines de l'Unité, le péché originel, la sécurité éternelle, relation personnelle avec le Christ, la dîme, célébration de Noël (avec d'autres fêtes chrétiennes), entre autres.
Des cours d’étude biblique sont nécessaires avant de se joindre à l'organisation. Les classes sont composées d'au moins sept des enseignements concernant la doctrine église préparée par Eliseo Soriano. Les membres doivent accepter sans réserve les doctrines enseignées dans les cours, avant d'être baptisé.
Ils prétendent être adhérant à l'Église originelle de Dieu dans la Bible, qui a été fondée par Dieu le Père. L'Église rejette la doctrine de la trinité chrétienne et le salut par la grâce seule. 